# Gregorio Cantón Cervera
Gregorio Cantón Cervera (1796 - 1853) fue un jurista, político, empresario y promotor cultural novohispano, nacido en la Capitanía General de Yucatán, más tarde México, en Mérida la de Yucatán y fallecido en travesía marítima navegando de Belice al  puerto de Sisal, tras asistir a una reunión oficial con los mayas rebeldes para pactar la paz entre estos y el gobierno constituido de Yucatán encabezado por Rómulo Díaz de la Vega (gobierno que sucedió al de Miguel Barbachano), durante las etapas iniciales de la denominada guerra de Castas que se libró en la península de Yucatán durante la segunda mitad del siglo XIX.

## Datos biográficos
En 1816 cursó la carrera de filosofía en el Seminario Conciliar de Mérida, siendo alumno de José María Guerra quien más tarde fuera obispo de Yucatán. Después estudió la carrera de derecho y participó de manera activa en la política de Yucatán. Fue diputado por Valladolid y presidió en 1833 el VI Congreso Constitucional cuando se firmó la adhesión de Yucatán al Plan de Zavaleta que llevó al poder federal en México al general Manuel Gómez Pedraza. También en ese año firmó el decreto que declaró Benemérito del Estado  al general Antonio López de Santa Anna. Fue miembro del Tribunal Superior de Justicia de Yucatán y como fiscal se distinguió en el juicio contra los asesinos de fray Laureano Loría, guardián del convento de La Mejorada, crimen que indignó a la sociedad yucateca decimonónica.
Destacó por el impulso que dio a las actividades culturales y educativas. Fue socio fundador de la Academia de Ciencias y Literatura. Instaló en su casa ubicada en pleno centro histórico de la ciudad de Mérida, en el cruzamiento de las calles 60 y 59 donde en la actualidad se encuentra un hotel propiedad de sus descendientes, una academia de dibujo y un teatro en el que se presentaban obras en que participaron jóvenes miembros de su familia y cuyas escenografías fueron frecuentemente encargadas al pintor Gabriel Vicente Gahona, más conocido como Picheta. Fue socio y presidente de la Lonja Meridana, organización social que reunía a personalidades connotadas de la sociedad yucateca.
Durante la guerra de Castas, Gregorio Cantón formó parte de la comisión de paz presidida por el religioso José Canuto Vela que logró entrevistarse con el dirigente de los mayas rebeldes Manuel Ignacio Tuz en la ciudad de Tekax el 3 de marzo de 1848, siendo gobernador del estado de Yucatán Miguel Barbachano quien había pretendido acabar con ello con la guerra que acababa de estallar. En esta ocasión las gestiones emprendidas por el grupo de negociadores del gobierno estatal no tuvieron éxito. Por ello años más tarde, en 1853, siendo ya gobernador de Yucatán Crescencio José Pinelo, volvieron a intentar conciliar intereses con los rebeldes, para lo cual Gregorio Cantón viajó a Belice acompañado por su hijo Rogerio, junto con el coronel Eduardo López y el sacerdote Juan Antonio Peralta. En territorio inglés entabló pláticas esta vez con el dirigente maya José María Tzuc logrando un acuerdo de paz, que aunque significó un gran avance en las negociaciones, nunca cristalizó plenamente, por la renuencia de otros caudillos mayas a deponer sus intenciones independentistas. La misión de paz, sin embargo, sí costó la vida a Gregorio Cantón ya que en el viaje de retorno hacia Mérida, durante el trayecto marítimo, el 8 de octubre de 1853, perdió la vida como resultado de una enfermedad indeterminada y fulminante, contraída durante su estadía en Belice. Debió ser sepultado por su hijo Rogerio antes de llegar a su destino en "una humilde fosa cavada a orillas de una isla desierta".
Una de las disposiciones de Gregorio Cantón más recordadas en su anecdotario personal, porque arroja luz sobre su recia personalidad, es la petición que hizo a todos sus hijos y a la que ellos accedieron, de modificar su apellido paterno para distinguirse del resto de la familia Cantón, ya numerosa en aquel entonces, anteponiendo una G. al apellido en forma tal que hoy en día, sus descendientes todos,  entre los que figuran los autores de las obras que sirven a este artículo enciclopédico como referencia, llámanse G. Cantón.